# Jordi Cubino
Jordi Cubino   (Sabadell, 22 de novembre de 1966), també conegut com a David Lyme, és un cantant i compositor català.
És un dels pilars de l'anomenat So Sabadell, conegut així per la ciutat vallesana, una variant de l'italo disco produïda a Catalunya, que es va popularitzar a Europa als anys vuitanta.

## Discografia

### Àlbums
- "Like a Star" (1986)
- "Lady"(1988)

### Senzills
- "Bambina" (1985)
- "Let's Go to Sitges" (1985)
- "Playboy" (1986)
- "I Don't Wanna Lose You" (1986)
- "Bye Bye Mi Amor" (1987)
- "Never Say You Love Me" (1988)
- "Lady" (1988)
- "Perestroika" (1990)